# Hármaslevelű kakukktorma
A hármaslevelű kakukktorma (Cardamine trifolia) a keresztesvirágúak rendjébe tartozó, hegyi bükkösökben, égeresekben élő örökzöld növény. Magyarországon csak a Kőszegi-hegységben található meg.

## Megjelenése
A hármasleveű kakukktorma 20–30 cm magas, örökzöld, lágyszárú, évelő növény. Levelei a gyöktörzsből nőnek. A szár levéltelen, esetleg egy-két apró levél eredhet róla. A levelek három sötétzöld levélkéből állnak, amelyek kerekdedek vagy rombusz alakúak, 1–2 cm-esek. Áttelelő levelei bíboroszöldek.
Március-májusban virágzik. A virágok négy, 9–11 mm hosszú fehér (vagy kissé rózsaszín) sziromból állnak. Porzója sárga.
Termése 2-2,5 cm hosszú becőtermés.
Kromoszómaszáma 2n=16.

## Elterjedése és termőhelye
Közép-európai faj, Svájcban, Észak-Olaszországban, Ausztriában, Németországban, Csehországban, Lengyelországban, Szlovákiában, Magyarországon és a Balkán-félsziget északnyugati részén (Szlavónia, Isztria, Dalmácia) található meg. Elterjedésének súlypontja a Keleti-Alpokban van. Nagy-Britanniában helyenként kivadult a kertekből. Magyarországon csak a Kőszegi-hegységben fordul elő. Sokáig kipusztultnak hitték, csak 1989 után, amikor a határsávot megnyitották a kutatók előtt, kerültek elő hazai példányai.
Hegyi erdők lakója, montán-szubalpin flóraelem. Bükkösökben, égeresekben él. Árnyékkedvelő; a nedves, inkább meszes talajt részesíti előnyben. A kertekben, parkokban talajtakaró dísznövénynek ültetik a fák, bokrok alá. 
Magyarországon 2001 óta védett, természetvédelmi értéke 10 000 Ft.

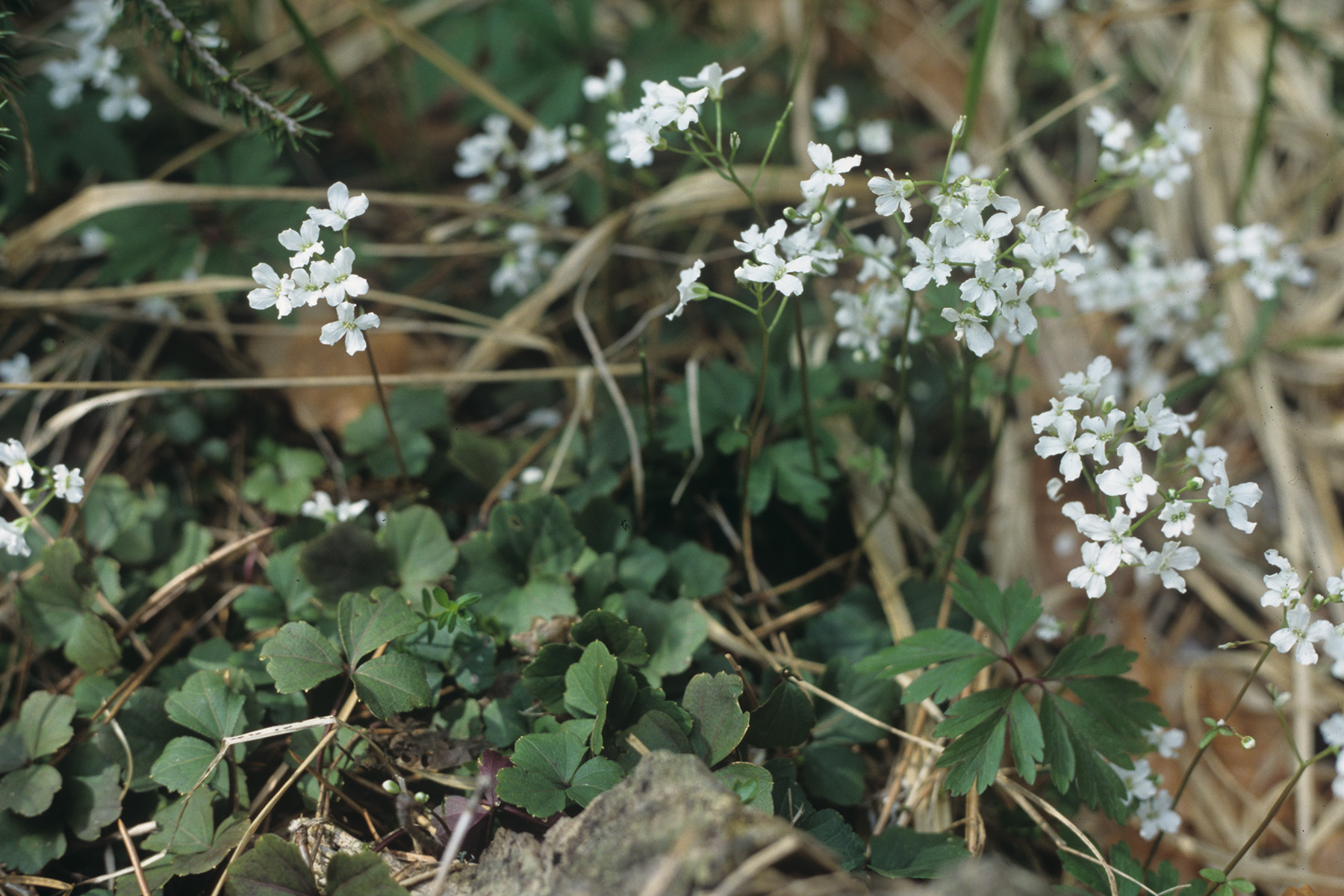
Hármaslevelű kakukktormák
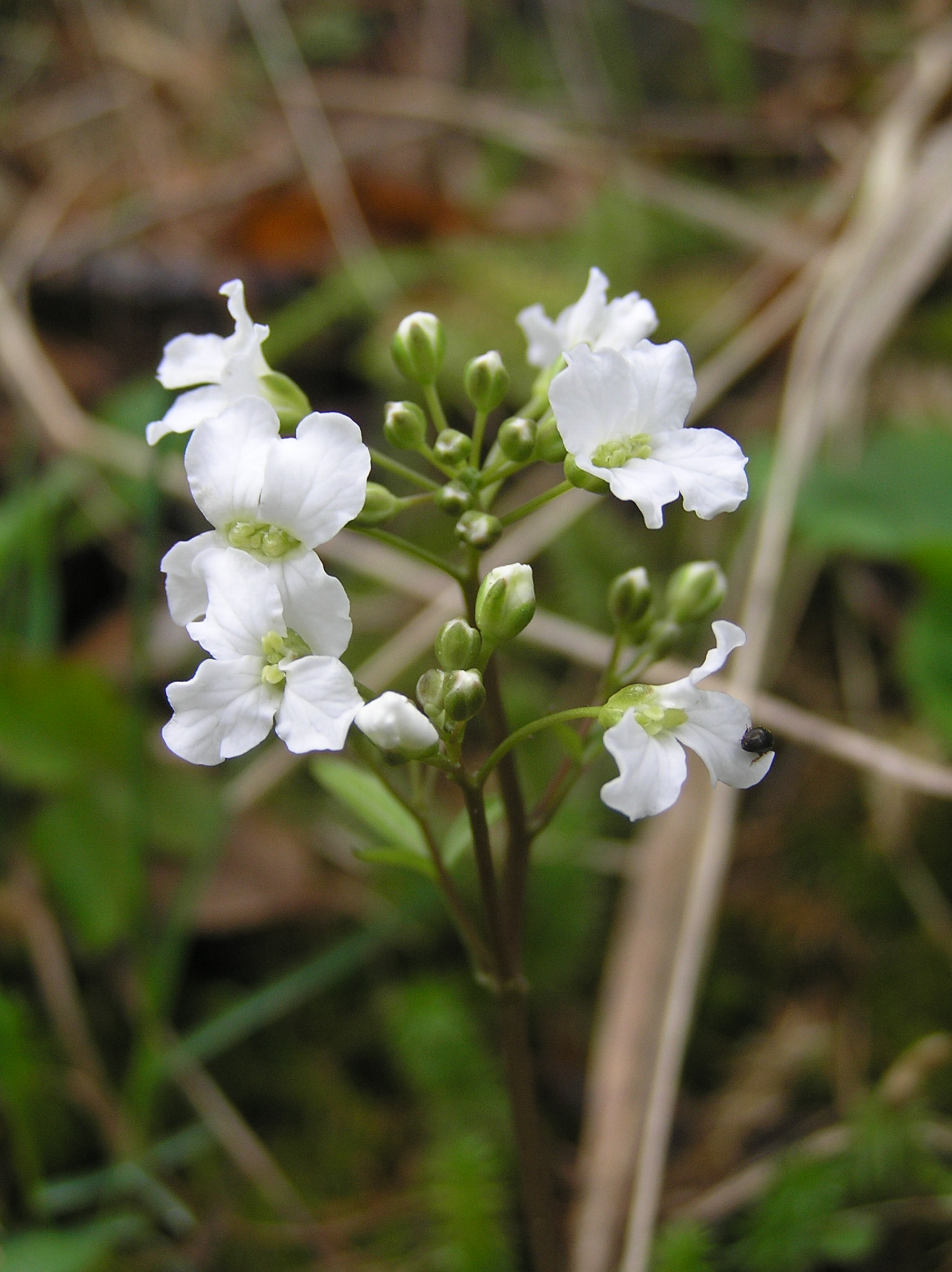
Virágai közelről
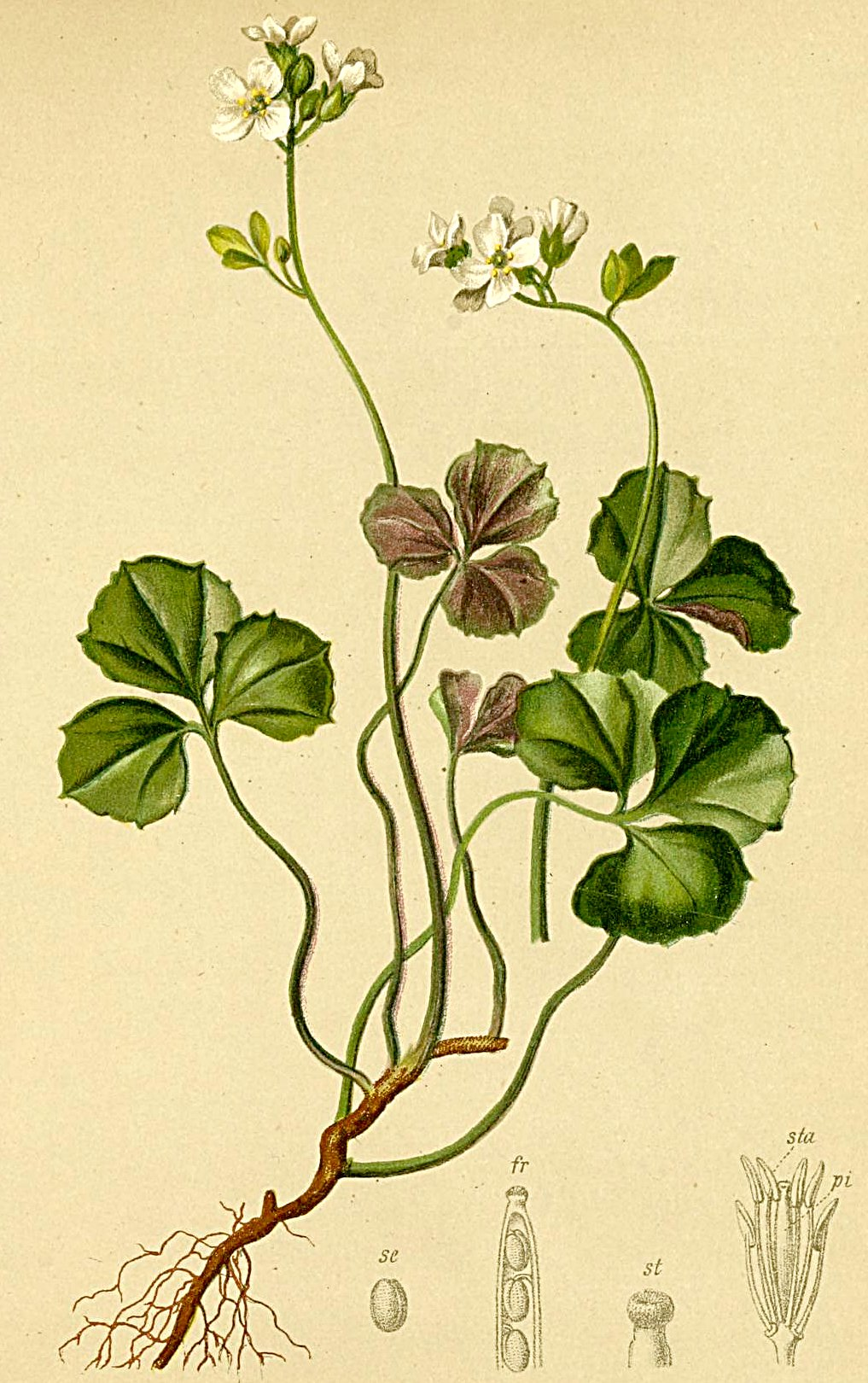
Ábrázolása egy 1892-es botanikakönyvben